# Konstantín Jrabtsov
Konstantín Leonídovich Jrabtsov –en ruso, Константин Леонидович Храбцов– (Moscú, 9 de mayo de 1959) es un deportista soviético que compitió en ciclismo en la modalidad de pista, especialista en las pruebas de contrarreloj y persecución por equipos.
Ganó dos medallas en el Campeonato Mundial de Ciclismo en Pista, oro en 1982 y bronce en 1987.

## Medallero internacional
| Campeonato Mundial | Campeonato Mundial       | Campeonato Mundial | Campeonato Mundial          |
| Año                | Lugar                    | Medalla            | Competición                 |
| ------------------ | ------------------------ | ------------------ | --------------------------- |
| 1982               | Leicester ( Reino Unido) | Medalla de oro     | Persecución por equipos (A) |
| 1987               | Viena ( Austria)         | Medalla de bronce  | 1 km contrarreloj (A)       |